# نقی اوبا
نقی اوبا (به ترکی آذربایجانی: Nağıoba) یک منطقه مسکونی در جمهوری آذربایجان است که در شهرستان خاچماز واقع شده است. 